# 鈴木桃作
鈴木 桃作（すずき ももさく、1901年 - 1941年1月14日）は、日本の映画監督、脚本家である。第二次世界大戦前の京都にかつて存在した脚本家集団「鳴滝組」の一員として、映画史に名を残す。のちに土肥 正幹（どい せいかん）と名乗った。

## 来歴・人物
1901年（明治34年）、静岡県磐田郡二俣町（現在の浜松市天竜区）に生まれる。兄は地方巡業の興行者であった。上京して法政大学に入学したが、中退した。
1926年（大正15年）前後の25歳ころのときに京都のマキノ・プロダクション御室撮影所に入社、曾根純三監督に師事した。翌1927年（昭和2年）には、同社代表の牧野省三の監督作、月形龍之介主演の『盛綱』や嵐長三郎（のちの嵐寛寿郎）主演の『百万両秘聞 第二篇』に、松田定次やマキノ正唯と並んで「監督補」をつとめたが、1928年（昭和3年）、師匠の曾根が東京・巣鴨町（現在の豊島区西巣鴨）の河合映画製作社へ引き抜かれると、その動きに同行した。
河合では、マキノ時代に知り合っていた八尋不二、三村伸太郎と再会し、親交を結んだ。同世代の2人はすでに脚本家として活躍していたが、鈴木はいまだ助監督であった。しかし低予算・大量生産の河合では、鈴木のような助監督もすぐに監督に昇進でき、曾根とともにマキノから引き抜かれた杉狂児・大岡怪童を主演に 『河豚綺譚』で監督としてデビュー、同年6月29日に公開された。おもに三村と、ときに八尋と組み、13本を監督して、河合を退社、1929年（昭和4年）に帝国キネマに入社した。1930年（昭和5年）1本を監督するが、翌1931年（昭和6年）、同社は新興キネマに改組される。
このころ、八尋、三村とともに、京都市右京区鳴滝音戸山町に住んでおり、彼らは近代以前の名称で「鳴滝村」と呼んでいた。1934年（昭和9年）、鳴滝村に集った同世代の脚本家・藤井滋司、監督の滝沢英輔、稲垣浩、山中貞雄、助監督の萩原遼とともに、この8人が脚本集団「鳴滝組」を結成した。ペンネームを「梶原金八」とした。
「鳴滝組」が活動を始めてからの鈴木は忙しくなり、「土肥正幹」と改名して新興キネマで数本撮り、1937年（昭和12年）には、同年4月に解散したマキノトーキーの跡地に来た、「甲陽映画」から独立した今井理輔の「今井映画製作所」に入った。三村の脚本による『雲霧仁左衛門』前・後篇を撮り、初めて注目を浴びた。いっぽう「鳴滝組」は、同年の滝沢・山中の上京、翌年の山中の戦死などがあって活動を停止するが、22本の作品を残した。
今井映画の1938年（昭和13年）の東宝への吸収合併のため、同社にいた稲葉蛟児、助監督の御代荘輔とともに東宝映画京都撮影所に入社した。同年、山本嘉次郎の学生時代の仲間である小林正の脚本で『花婿組合』を撮るが、それ以降仕事はなく、三村、滝沢、萩原のいる東京へ出る。
1941年（昭和16年）1月12日、東京市世田谷区三軒茶屋のひとり暮らしのアパートで倒れ、御代が駆けつけ看病し、三村らを呼んだが甲斐なく、1月14日に死去した。39歳没。遺骨は兄の手により、神奈川県足柄下郡真鶴町の墓地に葬られた。

## フィルモグラフィ

### マキノ・プロダクション御室撮影所
1927年 監督補
- 盛綱　監督・脚本マキノ省三、監督補松田定次・マキノ正唯、撮影松浦詩華留、主演月形龍之介、共演三保松子、山本礼三郎、松浦築枝、松尾文人、尾上松緑、市川小文治、天野刃一、金子新、中村東之助、マキノ登六、マキノ潔、林正美、浅尾大三郎
- 百万両秘聞 第二篇　監督マキノ省三、原作三上於菟吉、脚色山上伊太郎、監督補松田定次、撮影松浦茂、主演嵐長三郎、共演市川小文治、山本礼三郎、尾上松緑、大谷万六、市川小莚次、林正美、松浦築枝、鈴木澄子

### 河合映画製作社
以降はすべて監督である。 
1928年
- 河豚綺譚　主演杉狂児、大岡怪童、小波初子
- 次郎吉三度笠　原作・脚本三村伸太郎、撮影大井幸三、主演杉狂児、市川市丸、琴糸路、永井柳太郎、鳥羽恵美子

1929年
- 小松嵐　原作・脚本三村伸太郎、撮影永貞二郎、主演山本礼三郎、環歌子、正宗新九郎、琴糸路
- 天草異聞邪宗船　原作・脚本三村伸太郎、撮影永貞二郎、主演正宗新九郎、環歌子、葉山純之助、永井柳太郎、琴糸路
- 座光寺源三郎　原作・脚本三村伸太郎、撮影永貞二郎、主演山本礼三郎、環歌子、永井柳太郎
- 昼夜鳥飛脚　原作小島知善、脚本三村伸太郎、撮影永貞二郎、主演杉狂児、環歌子、松尾文人、山本礼三郎、琴糸路
- 蓮座地獄絵　原作・脚本三村伸太郎、撮影永貞二郎、主演環歌子、松村光夫、永井柳太郎、琴糸路
- 仁侠小町奴　原作・脚本八尋不二、撮影永貞二郎、主演葉山純之輔、環歌子、松尾文人
- 盲暦　原作・脚本三村伸太郎、撮影佐竹三男、主演葉山純之助、環歌子、永井柳太郎
- 東海道膝栗毛弥次喜多 第三篇 浮世染　主演杉狂児、大岡怪童、環歌子
- 黒駒の勝蔵 前篇　原作・脚本西条照太郎、撮影佐竹三男、主演山本礼三郎、正宗新九郎、橘喜久子、琴糸路、鈴木澄子
- 悪の華七部集の内 直助権兵衛　原作・脚本八尋不二、撮影永貞二郎、主演松林清三郎、琴糸路、葉山純之輔、片岡素女之助、松村光夫、相良伝三郎、隅田万寿代
- 縮屋新助　原作・脚本三村伸太郎、撮影永貞二郎、主演正宗新九郎、千代田綾子、遠山竜之助

### 帝国キネマ
1930年
- 仇討太夫桜　原作沢田撫松、脚本佐々木力、撮影古林潤、主演林誠太郎、高木新平、松枝鶴子

### 「土肥正幹」名義
新興キネマ京都撮影所
1935年、トーキー
- 剣客商売	原作小林宗吉、脚本三田一、撮影高橋武則、主演田村邦男、共演久松三津枝、杉山昌三九、毛利峰子、松本泰輔、徳川良子、森田肇、新見映郎、原健策、藤浪麗三郎、舟波邦之介

1936年、サウンド版
- 黎明の血陣　原作・脚本波崎桃太、撮影川崎常次郎、主演尾上栄五郎、共演白井明子、千代田勝太郎、春路謙作、荒木忍、三保敦美、妻紀正二郎、高松昌子
- 哀艶人情双六　原作・脚本波崎桃太、撮影高橋武則、主演尾上栄五郎、共演高山広子、原聖四郎、荒木忍、東良之助、吾妻操

今井映画製作所 1937年、トーキー
- 雲霧仁左衛門 前篇　製作今井理輔、脚本三村伸太郎、撮影町井春美、音楽中原務、主演海江田譲二、共演上田吉二郎、里見良子、月宮乙女、泉清子、宝久美子、進藤英太郎
- 雲霧仁左衛門 後篇　製作今井理輔、脚本三村伸太郎、撮影福田三郎、音楽沼光蔵、主演海江田譲二、共演上田吉二郎、里見良子、月宮乙女、泉清子、宝久美子、進藤英太郎

東宝映画京都撮影所 1938年、トーキー
- 花婿組合　製作渾大坊五郎、脚本小林正、撮影山崎一雄、音楽須藤宏助、主演高勢実乗、冬木京三、水上玲子、沢井三郎

## 関連事項
- 東亜キネマ - マキノ・プロダクション （牧野省三）
- 河合映画製作社 （河合徳三郎）
- 帝国キネマ - 新興キネマ
- 今井映画製作所 （今井理輔）
- 東宝映画
- 梶原金八

## 註
1. 1 2 3 4 5 6  『日本映画監督全集』（キネマ旬報社、1976年）の「土肥正幹」の項（p.270）を参照。同項執筆は岸松雄、協力児井英生、御代荘輔。